# Churchill Gun Carrier
Churchill Gun Carrier (Gun Carrier, 3-inch, Mk.I, Churchill (A.22D)) — британский истребитель танков на базе Churchill Mk.I, разработанный компанией Vauxhall Motors в 1941 году в качестве временной меры в Африканской компании.

## История создания
Весной 1941 года во время Африканской компании британская армия столкнулись с экранированными немецкими танками Pz.Kpfw.III и Pz.Kpfw.IV, которые поражались из английского танкового 2-фунтового орудия только с коротких дистанций. Кроме того, разведка докладывала о немецких тяжёлых танках Pz.Kpfw.V, Pz.Kpfw.VI, против которых 2-фунтовое орудие было бесполезно. В Англии в то время уже велись разработки перспективных 6-фунтовых и 17-фунтовых орудий, которые были способны пробивать броню новых немецких танков. Но стоял вопрос серийного выпуска данных орудий и вооружения ими техники. Тогда было принято решение модернизировать 3-дюймовое зенитное орудие QF 3-inch 20 cwt, которое производилось с 1914 года. Единственными проблемами этого орудия были масса и габариты, не позволявшие установить его на основные британские танки того периода. С 1941 года начал серийно выпускаться пехотный танк Churchill, корпус которого мог вместить данное орудие. В виду того, что танк разработала фирма Vauxhall Motors разработку Churchill Gun Carrier поручили тоже этой фирме.

## Проектирование и разработка
Танк Churchill, на базе которого проектировался новый истребитель танков, разрабатывался фирмой Vauxhall Motors, поэтому контракт на проектные работы и разработку новых истребителей танков был подписан именно с ней. Июля 1941 года был построен полноразмерный деревянный макет, а 25 июля того года был подписан контракт на производство 100 самоходных установок. Официально машина называлась «Carrier, Churchill, 3-inch Gun, Mk I.». Орудие не помещалось в объём башни, поэтому оно было установлено в разработанной специально для неё броневой рубке. Само орудие устанавливалось в шаровой установке со смещением влево. Прототип был закончен весной 1942 года. Далее производство 49 серийных машин было передано фирме Beyer, Peacock & Company в Манчестере. Если прототип имел номер T.31996, то для серийных машин выделили WD-номера с S.31273 по S.31321 («S» - selfpropelled, т.е. самоходный); их производство началось в мае и закончилось ко 2 ноября 1942 года.
Испытания прототипа Churchill Gun Carrier проходили 14 мая 1942 года на полигоне в Лалворте. На стрельбах выяснилось, что после выстрела и при вертикальном наведении на цель машина сильно раскачивалась, что усложняло наблюдение и корректировку огня. Также в недостатки было записано недостаточное бронирование рубки. Кроме того, у Gun Carrier была плохо защищённая боеукладка. Она находилась в кормовой части рубки, имевшая бронирование 20 мм. Машина имела уязвимые места, не защищённые от осколков. К ним относились люки на бортах корпуса, отверстие для прицела, амбразуры на бортах рубки и люк в кормовой части рубки.
Большим недостатком истребителя танков оказалось горизонтальное наведение орудия. Сектор наведения составлял всего 10° (по 5° в каждую сторону). Также, была проблема шума в боевом отделении. При стрельбе следовало оставлять включенным двигатель. При стрельбе двигатель всасывал из боевого отделения пороховые газы вместе с остальным воздухом.
Заключение доклада об испытаниях оказалось неудовлетворительным. Машина получилась слишком массивной и плохо защищённой, чтобы выполнять задачи истребителя танка. Не было возможности вести огонь на ходу из-за раскачки. Сама пушка обладала малым сектором обстрела. Также, Churchill Gun Carrier обладал низкой манёвренностью.

## Эксплуатация
Несмотря на многочисленные недостатки, 8 апреля 1942 года Churchill Gun Carrier был записан в 1-ю канадскую танковую бригаду в качестве временной меры против немецких средних и тяжёлых танков. Официальные инструкции по применению Churchill Gun Carrier требовали создание взвода из трёх машин в каждом батальоне, но канадская армия собрала их в единую роту. Её штат одобрили 24 июня 1942 года. Она состояла из трёх взводов по три машины в каждом. 27 июня 1942 года штаб роты разместили в Овингдине в Восточном Суссексе. Обучение личного состава началось в августе, но сами машины попали в роту только в сентябре. К 19 сентября рота получила всего пять Gun Carrier, к 10 октября — ещё три. 7 ноября штаб получил ещё две машины. К сожалению, 15 февраля 1943 года подразделение расформировали, а истребители танков списали и отправили на склад.
К 1943 году английская армия стала массово снабжаться 6-фунтовыми и 17-фунтовыми орудиями. Ими начали вооружать Sherman, Challenger, Archer, Achilles и другие модификации Churchill. Эти орудия прекрасно боролись с броней немецких Pz.Kpfw.V и Pz.Kpfw.VI. Поэтому истребитель танков, вооружённый QF 3-inch 20 cwt оказался невостребованным. Все произведенные Churchill Gun Carrier были сданы на склады, где от них остались лишь остовы.

## Описание конструкции

### Корпус и бронирование
Churchill Gun Carrier обладал классической для танков компоновкой. Моторно-трансмиссионное отделение находилось в кормовой части. Боевое отделение — в средней части, а отделение управления — в передней.

#### Корпус
Корпус истребителя танков был неизменно взят от Churchill Mk.III. Также сохранив бронирование проекций корпуса.

#### Рубка
Рубка машина состояла из сварной катанной броневой стали. Лобовая часть имела толщину 87 мм., а борта — 53 мм. Корма и крыша была толщиной 20 мм.

### Вооружение
Gun Carrier был вооружён зенитным орудием QF 3-inch 20 cwt. Орудие устанавливалось в передней части рубки в специальной шаровой установке со смещением в левую часть, освобождая место для механика-водителя. Также, борта рубки были оснащены амбразурами для стрельбы из личного оружия. Пулемётного вооружения не предполагалось.

### Экипаж
Экипаж состоял из четырёх членов. Место механика-водителя находилось в передней части танка. Оно находилось со смещением к правому борту. Он имел свой прибор наблюдения. За механиком-водителя располагалось место наводчика, слева от наводчика, у казенной части орудия находился заряжающий. Самым последним сидел командир машины. Он обладал тремя специальными планками, которые помогали ему в наблюдении за полем боя.

### Двигатель и трансмиссия
Истребитель танков оснащался горизонтально-оппозитным 12‑цилиндровыйм четырёхтактным карбюраторным двигателем водяного охлаждения Bedford  «twin-six» мощностью 350 л.с. В качестве коробки передач была установлена четырёхскоростная механическая коробка Merrit-Brown H41.

## Машины на базе
На базе нескольких Churchill Gun Carrier канадские инженеры построили машины разминирования. Для этого было демонтировано орудие. По обоим бортам рубки было установлено по 25 бангалорских торпед. К сожалению, документация по этому проекту не сохранилась.

## Оценка машины
Для классического истребителя танков Churchill Gun Carrier оказался слишком громоздким. Машина обладала слабой манёвренностью. Кроме того, при стрельбе и наведении машина сильно раскачивалась, что мешало последующему наведению и корректировки огня. Боевое отделение оказалось шумным, что мешало коммуникации членов экипажа. Орудие также оказалось неудовлетворительным. Оно обладало крайне малым сектором обстрела. Кроме того, машина обладала большим количеством уязвимых мест. Проектирование и испытания машины велись слишком долго.
После начала массового производства орудий, способных бороться со средними и тяжёлыми немецкими танками, Gun Carrier оказался невостребованным для английской армии. Однако концепция тяжелобронированной машины с мощным орудием привело к созданию сверхтяжёлого штурмового танка A39 Tortoise.